# ستاني كوبيت
ستاني كوبيت (بالفرنسية: Stany Coppet)‏
```
هو 
ممثل
 
فرنسي
، ولد في 1976 في 
فرنسا
.
[
1
]
[
2
]
[
3
]
```

## أعمال

### أفلام
- (2006) إنسايد مان[4]
- (2007)  في نهاية العالم

## وصلات خارجية
- ستاني كوبيت على موقع IMDb (الإنجليزية)
- ستاني كوبيت على موقع ألو سيني (الفرنسية)
- ستاني كوبيت على موقع أول موفي (الإنجليزية)
- ستاني كوبيت على موقع قاعدة بيانات الفيلم (الإنجليزية)
- ستاني كوبيت على موقع كينوبويسك (الروسية)